# أنطونيو بيركنز
أنطونيو بيركنز (بالإنجليزية: Antonio Perkins)‏ هو لاعب كرة قدم أمريكية أمريكي، ولد في 9 يناير 1981 في لوتون في الولايات المتحدة.

## وصلات خارجية
- أنطونيو بيركنز على موقع مرجع كرة القدم المحترفة.كوم (الإنجليزية)